# Cacuso
Cacuso – miasto w Angoli, w prowincji Malanje.